# Аквамамоне (Катанцаро)
Аквамамоне (итал. Acquamammone) је насеље у Италији у округу Катанцаро, региону Калабрија.
Према процени из 2011. у насељу је живело 55 становника. Насеље се налази на надморској висини од 498 м.